# Bảo tàng Nhà búp bê, Trò chơi và Đồ chơi, Warszawa
Bảo tàng Nhà, Trò chơi và Đồ chơi Búp bê ở Warsaw (tiếng Ba Lan: Muzeum Domków Lalek, Gier i Zabawek w Warszawie), trước đây là Bảo tàng Nhà búp bê, là một bảo tàng tọa lạc tại số 2/4 phố Krzywe Koło, Warsaw, Ba Lan.

## Lịch sử
Bảo tàng được thành lập theo khởi xướng của Aneta Popiel-Machnicka, ông là người sáng lập và chủ tịch của Quỹ Belle Époque. Quỹ này đã đứng ra tổ chức bảo tàng. Aneta Popiel-Machnicka bắt đầu sưu tầm và bảo tồn những ngôi nhà búp bê từ năm 2006. Mục đích của Quỹ Belle Époque là "thúc đẩy kiến thức và nhận thức của xã hội về vai trò của đồ chơi và trò chơi trong lịch sử của nền văn minh nhân loại, đặc biệt chú trọng đến việc xem những ngôi nhà búp bê và tiểu cảnh là một tài liệu lịch sử, là một lĩnh vực nghệ thuật phong phú, là hàng thủ công và là một hiện tượng văn hóa, xã hội và giáo dục". Lễ khai trương bảo tàng diễn ra tại Cung Văn hóa và Khoa học ở Warsaw vào ngày 1 tháng 6 năm 2016.

## Triển lãm
Một cuộc triển lãm tạm thời của bảo tàng đang được tổ chức với mục đích không chỉ để giới thiệu các hiện vật về các chủ đề liên quan đến đồ chơi, búp bê và trò chơi trước đây, mà còn để giới thiệu tác phẩm nghệ thuật của các nghệ sĩ và thợ thủ công đương đại. Ngoài hoạt động triển lãm, bảo tàng cũng tổ chức các hội thảo và lớp học cho trẻ em và thanh thiếu niên.